# 多項式

三次多項式在坐標平面上的圖形

多项式（英語：Polynomial）是代数学中的基础概念，是由称为未知数的变量和称为系数的常数通过有限次加减法、乘法以及自然数幂次的乘方运算得到的代数表达式。多项式是整式的一种。未知数只有一个的多项式称为一元多项式；例如{\displaystyle x^{2}-3x+4}就是一个三项一元二次多项式。未知数不止一个的多项式称为多元多项式，例如{\displaystyle x^{3}+2y-3z}就是一個三项三元三次多项式，一个多项式有几次取决于最高的那个项的次数（xy属于二次）。
可以写成只由一项构成的多项式也称为单项式。如果一项中不含未知数，则称之为常数项。
多项式在数学的很多分支中乃至许多自然科学以及工程学中都有重要作用。

## 定義
给定一个环{\displaystyle R}（{\displaystyle R}通常是交换环，可以是有理数、实数或者复数等等）以及一个未知数{\displaystyle X}，则任何形同：
{\displaystyle a_{0}+a_{1}X+\cdots +a_{n-1}X^{n-1}+a_{n}X^{n}}
的代数表达式叫做{\displaystyle R}上的一元多项式。其中{\displaystyle a_{0},a_{1},\cdots ,a_{n}}是{\displaystyle R}中的元素。未知数不代表任何值，但环{\displaystyle R}上的所有运算都对它适用。在不至于混淆的情形下，一般将一元多项式简称为多项式。可以证明，两个多項式的和、差与積仍然是多項式，即多項式組成一個環{\displaystyle R[X]}，稱爲{\displaystyle R}上的（一元）多項式環。而所有的二元多项式则可以定义为所有以一元多项式为系数的多项式，即形同
{\displaystyle p_{0}(X_{1})+p_{1}(X_{1})X_{2}+\cdots +p_{n_{2}-1}(X_{1})X_{2}^{n_{2}-1}+p_{n_{2}}(X_{1})X_{2}^{n_{2}}}
的代数表达式。其中{\displaystyle p_{0}(X_{1}),p_{1}(X_{1}),\cdots ,p_{n}(X_{1})}都是{\displaystyle R[X_{1}]}中的元素。全体这样的表达式也构成一个环，记为{\displaystyle R[X_{1},X_{2}]}。以此类推，可以定义所有{\displaystyle m}元多項式集合：{\displaystyle R[X_{1},X_{2},\cdots ,X_{m}]}
多项式总可以表示为有限个元素的和，其中每个元素都是未知数与{\displaystyle R}中一个常数的乘积，这样的元素称为多项式的项，其中的常数称为该项的系数。在{\displaystyle R[X_{1},\ldots ,X_{m}]}中，多项式的每一项都是形同{\displaystyle aX_{1}^{k_{1}}X_{2}^{k_{2}}\cdots X_{m}^{k_{m}}}的乘积形式。其中{\displaystyle a}是系数，{\displaystyle k_{i}}被称为{\displaystyle X_{i}}在这一项中的次数。所有{\displaystyle k_{i}}之和称为这一项的次数。比如在以下这一项：
{\displaystyle -5X^{3}Y}
中，系数是{\displaystyle -5}，不定元{\displaystyle X}的次数是{\displaystyle 3}，{\displaystyle Y}的次数是{\displaystyle 1}，这一项的次数是{\displaystyle 4}。可以写成只由一项构成的多项式也称为单项式。如果一项中不含未知数，则称之为常数项。

### 次數
某个未知数{\displaystyle X_{s}}在多项式各项中最大的次数称为多项式中未知数{\displaystyle X_{s}}的次数，拥有这样次数的{\displaystyle X_{s}}的项被称为{\displaystyle X_{s}}的最高次项。所有项的次数中最高的称为多项式的次数。对于一元多项式来说，唯一的未知数的次数也称为多项式的次数，未知数的最高次项也称为多项式的最高次项。
例如多項式：{\displaystyle \ XY^{3}+2X+5-0.3c}中{\displaystyle \ XY^{3}}的次數最高，是{\displaystyle 4}，故此多項式的次數為四。因而此多項式可稱為三元四次四項式。{\displaystyle \ XY^{3}}稱為四次項，{\displaystyle \ 2X}、{\displaystyle -0.3c}稱為一次項或線性項，而{\displaystyle 5}是零次項或常數項。
多項式{\displaystyle P}的次數記作{\displaystyle \deg(P)}。约定零多项式没有次数，也没有未知数。常數多項式分為零次多項式（非零常数）和零多項式。一次多項式又稱為線性多項式。多項式中的一次項又稱為線性項。如果某个多项式的所有项都有相同次数，则称其为齐次多项式。
一个一元多项式被称为首一多项式，如果它的最高次项的系数是{\displaystyle R}的单位元。

### 多项式的升幂及降幂排列
选定一个未知数后，多项式可依各项中该未知数的次数以降序或升序排列。次数从低到高是升幂排列。次数从高到低是降幂排列。例如
{\displaystyle \ 2X^{5}Y^{2}+7X^{3}Y^{4}+8X^{1}Y^{6}}
是依X的次数降幂排列。

## 多项式的运算

### 多项式的加法
两个多项式相加可以看作是对两组单项式的和进行重组与合并同类项。通过加法结合律，可以将同类项放在一起，合并之后就得到了两个多项式的和。例如以下的两个多项式：
{\displaystyle {\begin{aligned}{\color {BrickRed}P}&={\color {BrickRed}3X^{2}-2X+5XY-2}\\{\color {RoyalBlue}Q}&={\color {RoyalBlue}-3X^{2}+3X+4Y^{2}+8}\end{aligned}}}
它们的和是：
{\displaystyle {\color {BrickRed}P}+{\color {RoyalBlue}Q}=({\color {BrickRed}3X^{2}-2X+5XY-2})\;+\;({\color {RoyalBlue}-3X^{2}+3X+4Y^{2}+8})}
化简之後得到：
{\displaystyle P+Q=X+5XY+4Y^{2}+6}

### 多项式的减法
例：{\displaystyle P={\color {Red}36x^{5}+7x^{4}+66x^{3}+36x^{2}+66x+6}}、{\displaystyle Q={\color {Violet}5x^{5}-73x^{4}-11x^{3}-11x^{2}+5x+3}}則
{\displaystyle P-Q=(36-5)x^{5}+(7+73)x^{4}+(66+11)x^{3}+(36+11)x^{2}+(66-5)x+(6-3)=31x^{5}+80x^{4}+77x^{3}+47x^{2}+61x+3}

### 多项式乘法
例如以下的两个多项式：
{\displaystyle {\begin{aligned}\color {BrickRed}P&=\color {BrickRed}{2X+3Y+5}\\\color {RoyalBlue}Q&=\color {RoyalBlue}{2X+5Y+XY+1}\end{aligned}}}
计算它们的乘积，步骤如下：
{\displaystyle {\begin{array}{rccrcrcrcr}{\color {BrickRed}P}{\color {RoyalBlue}Q}&{=}&&({\color {BrickRed}2X}\cdot {\color {RoyalBlue}2X})&+&({\color {BrickRed}2X}\cdot {\color {RoyalBlue}5Y})&+&({\color {BrickRed}2X}\cdot {\color {RoyalBlue}XY})&+&({\color {BrickRed}2X}\cdot {\color {RoyalBlue}1})\\&&+&({\color {BrickRed}3Y}\cdot {\color {RoyalBlue}2X})&+&({\color {BrickRed}3Y}\cdot {\color {RoyalBlue}5Y})&+&({\color {BrickRed}3Y}\cdot {\color {RoyalBlue}XY})&+&({\color {BrickRed}3Y}\cdot {\color {RoyalBlue}1})\\&&+&({\color {BrickRed}5}\cdot {\color {RoyalBlue}2X})&+&({\color {BrickRed}5}\cdot {\color {RoyalBlue}5Y})&+&({\color {BrickRed}5}\cdot {\color {RoyalBlue}XY})&+&({\color {BrickRed}5}\cdot {\color {RoyalBlue}1})\end{array}}}
化简之後得到：
{\displaystyle PQ=4X^{2}+21XY+2X^{2}Y+12X+15Y^{2}+3XY^{2}+28Y+5}

### 多项式除法
和整数之间的带余除法类似。可以证明，设有多项式{\displaystyle A}和非零多项式{\displaystyle B}，则存在唯一的多项式{\displaystyle Q}和{\displaystyle R}，满足：
{\displaystyle A=BQ+R}
其中多项式{\displaystyle R}若非零多项式，則其次數严格小于{\displaystyle B}的次數。
作为特例，如果要计算某个多项式{\displaystyle P}除以一次多项式{\displaystyle X-a}得到的餘多项式，可以直接将{\displaystyle a}代入到多项式{\displaystyle P}中。{\displaystyle P}除以{\displaystyle X-a}的餘多项式是{\displaystyle P(a)}。
具体的计算可以使用类似直式除法的方式。例如，计算{\displaystyle X^{3}-12X^{2}-42}除以{\displaystyle X-3}，列式如下：
{\displaystyle {\begin{matrix}\qquad \qquad \;X^{2}-\;\;\;\!\!9X\;\,-\;27\\\qquad \quad X-3\;{\overline {)\quad X^{3}-12X^{2}+\;\;0X\;\;\!\!-42}}\\\;\;{\underline {\quad \,X^{3}-\;\;3X^{2}}}\\\qquad \qquad \qquad \;\,-\;\,\,\,9X^{2}+\;\;0X\\\qquad \qquad \qquad {\underline {\;\;\!-\;\,\,\,9X^{2}+27X}}\\\qquad \qquad \qquad \qquad \qquad \qquad \,-\;27X-42\\\qquad \qquad \qquad \qquad \qquad \qquad \,{\underline {-\;27X+81}}\\\qquad \qquad \qquad \qquad \qquad \qquad \qquad \quad \;\,\,-123\end{matrix}}}
因此，商式是{\displaystyle \ X^{2}-9X-27}，餘式是{\displaystyle \ -123}。

## 多项式的矩阵算法

### 乘法
{\displaystyle f(x)=\sum _{k=0}^{n}a_{k}x^{k},g(x)=\sum _{k=0}^{m}b_{k}x^{k},f(x)g(x)=\sum _{k=0}^{n+m}c_{k}x^{k}}
{\displaystyle {\begin{pmatrix}c_{0}&c_{1}&\cdots &c_{n+m}\end{pmatrix}}={\begin{pmatrix}a_{0}&a_{1}&\cdots &a_{n}\end{pmatrix}}{\begin{pmatrix}b_{0}&b_{1}&\cdots &b_{m}&0&\cdots &0\\0&b_{0}&\cdots &b_{m-1}&b_{m}&\cdots &0\\\cdots &\cdots &\cdots &\cdots &\cdots &\cdots &\cdots \end{pmatrix}}}

### 除法
令 {\displaystyle f(x)=1-x-2x^{2}+x^{3}+3x^{4}-x^{5},g(x)=3-x+x^{2}-x^{3}}
則{\displaystyle f(x)=q(x)g(x)+r(x)}，应用多项式乘法的矩阵算法，越右側代表越高次項。
{\displaystyle {\begin{pmatrix}1&-1&-2&1&3&-1\end{pmatrix}}={\begin{pmatrix}q_{0}&q_{1}&q_{2}\end{pmatrix}}{\begin{pmatrix}3&-1&1&-1&0&0\\0&3&-1&1&-1&0\\0&0&3&-1&1&-1\end{pmatrix}}+{\begin{pmatrix}r_{0}&r_{1}&r_{2}&0&0&0\end{pmatrix}}}
首先，從高次方作f(x)除以g(x)，求{\displaystyle q(x)}
{\displaystyle {\begin{pmatrix}q_{0}&q_{1}&q_{2}\end{pmatrix}}={\begin{pmatrix}1&3&-1\end{pmatrix}}{\begin{pmatrix}-1&0&0\\1&-1&0\\-1&1&-1\end{pmatrix}}^{-1}={\begin{pmatrix}-4&-2&1\end{pmatrix}}}
{\displaystyle q(x)=-4-2x+x^{2}}
再求{\displaystyle r(x)=f(x)-q(x)g(x)}
{\displaystyle {\begin{pmatrix}r_{0}&r_{1}&r_{2}\end{pmatrix}}={\begin{pmatrix}1&-1&-2\end{pmatrix}}-{\begin{pmatrix}-4&-2&1\end{pmatrix}}{\begin{pmatrix}3&-1&1\\0&3&-1\\0&0&3\end{pmatrix}}={\begin{pmatrix}13&1&-3\end{pmatrix}}}
{\displaystyle r(x)=13+x-3x^{2}}

MATLAB程式實作
```
f
 
=
 
[
1
 
-
1
 
-
2
 
1
 
3
 
-
1
];

g
 
=
 
[
3
 
-
1
 
1
 
-
1
];

zero_pad
 
=
 
zeros
(
1
,
 
length
(
f
)
 
-
 
length
(
g
));

g
 
=
 
toeplitz
([
3
 
zero_pad
],
 
[
3
 
-
1
 
1
 
-
1
 
zero_pad
]);

[
row_len
,
 
col_len
]
 
=
 
size
(
g
);

q
 
=
 
f
(
end
 
-
 
row_len
 
+
 
1
 
:
 
end
)
 
/
 
g
(:,
 
end
 
-
 
row_len
 
+
 
1
 
:
 
end
)

r
 
=
 
f
(
1
 
:
 
end
 
-
 
row_len
)
 
-
 
q
 
*
 
g
(:,
 
1
 
:
 
end
 
-
 
row_len
)

```

## 因式分解
因式分解是指把一个多项式分解成几个（非常数的）多项式的乘积。其中的每一个多项式称为原多项式的因式。因式分解有助于理解多项式的性质，比如根的分布等等。因式分解的结果通常和多项式所在的系数域有关。如果要求因式分解後的每一个因式都在一定的系数域（比如有理数域）里面，那么结果可能和要求它们在另一个系数域（比如说复数域）里不同。比如多项式{\displaystyle P=X^{6}-2X^{4}+2X^{2}-1}在有理数域内分解为：
{\displaystyle P=\left(X+1\right)\left(X-1\right)\left(X^{4}-X^{2}+1\right)}
在实数域内则可以进一步分解为：
{\displaystyle P=\left(X+1\right)\left(X-1\right)\left(X^{2}-{\sqrt {3}}X+1\right)\left(X^{2}+{\sqrt {3}}X+1\right)}
在复数域内还可以再进一步分解：
{\displaystyle P=\left(X+1\right)\left(X-1\right)\left(X-{\frac {{\sqrt {3}}+i}{2}}\right)\left(X-{\frac {{\sqrt {3}}-i}{2}}\right)\left(X+{\frac {{\sqrt {3}}+i}{2}}\right)\left(X+{\frac {{\sqrt {3}}-i}{2}}\right)}
如果给定了系数域，那么在不考虑因式排列顺序的情况下，因式分解是唯一的。如果（在给定的系数域上）一个多项式不能被表示为次数严格比它低的多项式的乘积，就称它为不可约多项式。因式分解一般是指将多项式分解到不可再分的多项式乘积，也就是不可约多项式的乘积，否则称其为不完全的因式分解。
对于一元多项式来说，所有复系数多项式都可以分解成若干个一次因式的乘积，这个结论等价于代数基本定理。所有实系数多项式都可以分解为次数不超过二次的多项式的乘积。比较复杂的是有理数系数多项式的因式分解。首先，给定一个有理系数多项式{\displaystyle P}，可以将其乘以一个特定的有理数{\displaystyle c}，将其变成一个整系数多项式，所以有理系数多项式和整系数多项式的因式分解是等价的。如果一个整系数多项式各项系数的最大公约数是{\displaystyle 1}，就称其为本原多项式。不是本原多项式的整系数多项式{\displaystyle P}，假设其各项系数的最大公约数是{\displaystyle d}，那么可以将{\displaystyle P}的因式分解问题转化为本原多项式{\displaystyle P/d}的因式分解问题。所以有理数系数和整系数多项式的因式分解都等价于本原多项式的因式分解问题。利用本原多项式可以证明：整系数多项式如果能分解为有理系数多项式的乘积，那么也必然能分解成整系数多项式的乘积。艾森斯坦判别法给出了判定整系数多项式不可约的充分条件。另一个常用的准则与多项式的最高次项系数与常数项系数有关。如果某个多项式{\displaystyle P=a_{0}+a_{1}X+\cdots +a_{n}X^{n}}有某个有理数根{\displaystyle {\frac {p}{q}}}（既约形式），那么分子{\displaystyle p}必然整除常数项系数{\displaystyle a_{0}}，而分母{\displaystyle q}也必然整除最高次项系数{\displaystyle a_{n}}。

## 多項式函數
多项式函数是指给多项式中的不定元赋值的映射。比如说一元多项式函数的普遍形式为：
{\displaystyle f_{P}:\;\;\mathbb {A} \longrightarrow \mathbb {A} }
{\displaystyle x\;\;\mapsto a_{0}+a_{1}x+\cdots +a_{n}x^{n}=P(x)}
其中的{\displaystyle \mathbb {A} }是一个{\displaystyle R-}代数，可以是有理数、实数或复数。多项式函数是函数而不是多项式，但多项式函数之间也可以进行像多项式一般的加法、乘法运算，其结果仍旧是多项式函数。所以所有的多项式函数也构成一个环，而且这个环显然和多项式环{\displaystyle R[X]}同构。
与多元多项式对应的也有多元多项式函数。比如{\displaystyle f(x,y)=x^{2}+y^{2}-1}就是一个与二元多项式对应的二元多项式函数。
所有多项式函数都是光滑函数（无限可微连续函数），因此可以定义其导数、原函数等概念。另外，当每个变量都趋于无穷大（绝对值）的时候，多项式函数的值（绝对值）也趋于无穷大。
如果把（一元）多项式中的所有系数全都约束為{\displaystyle 0}到某个正整数{\displaystyle k\geq 2}之間的整数（不包括{\displaystyle k}），再把{\displaystyle x=k}代入多项式函数计算，這其實相當於寫出一個{\displaystyle k}进制整数——按降幂排列，每一项系数（没有则补零）正是对应位置的数字。例如，{\displaystyle 307}可看作{\displaystyle x=10}时的{\displaystyle 3x^{2}+0x+7}。

### 多项式方程
多项式方程是指多项式函数构成的方程。给定多项式{\displaystyle P=a_{0}+a_{1}X+\cdots +a_{n}X^{n}}，则对应的多项式函数可以构造方程：
{\displaystyle f_{P}(x)=a_{0}+a_{1}x+\cdots +a_{n}x^{n}=0}。
例如：
{\displaystyle x^{3}+3x-4=0}
就是一个多项式方程。
如果某个{\displaystyle r\in \mathbb {A} }使得多项式方程{\displaystyle f_{P}(r)=0}，那么就称{\displaystyle r}为多项式方程的解，或多项式函数的一个根或零点。多项式函数的根与多项式有如下关系：如果某个{\displaystyle r\in R}是多项式函数{\displaystyle f_{P}}的一个根，那么一次多项式{\displaystyle X-r}整除多项式{\displaystyle P}，也就是说存在多项式{\displaystyle Q}，使得：{\displaystyle P=(X-r)Q}；反之亦然。如果存在（一般来说大于{\displaystyle 1}的）正整数{\displaystyle k}，使得{\displaystyle P=(X-r)^{k}Q}，那么称{\displaystyle r}是多项式函数的一个{\displaystyle k}重根。
多项式的根是否存在以及根的数目取决于多项式的系数域以及指定的根所在的域。代数基本定理说明，复系数多项式在复数域内必然有至少一个根。这可以推出，{\displaystyle n}次多项式函数必定有{\displaystyle n}个根。这里说的{\displaystyle n}个根指包括了重根的情况。另外可以证明，奇数次实系数多项式在实数域内至少有一个根。

## 字典排列法
{\displaystyle ax_{1}^{k_{1}}x_{2}^{k_{2}}\dots x_{n}^{k_{n}},bx_{1}^{l_{1}}x_{2}^{l_{2}}\dots x_{n}^{l_{n}}}是两个不同的项
若存在i使得{\displaystyle k_{1}=l_{1},\dots ,k_{i-1}=l_{i-1}}，但{\displaystyle k_{i}>l_{i}}，则{\displaystyle ax_{1}^{k_{1}}x_{2}^{k_{2}}\dots x_{n}^{k_{n}}}在{\displaystyle bx_{1}^{l_{1}}x_{2}^{l_{2}}\dots x_{n}^{l_{n}}}前
例如{\displaystyle f(x_{1},x_{2},x_{3},x_{4})=x_{1}^{4}+3x_{1}^{2}x_{2}^{3}x_{3}-x_{1}^{2}x_{2}^{3}x_{4}^{2}+x_{3}^{2}x_{4}}，这种排列法称为字典排列法。

## 多項式的分析特性
多项式函数在分析学中有重要的作用。由于多项式函数有简洁明确的形式，很容易对其进行量化分析。比如，多项式函数
{\displaystyle f_{P}(x)=a_{0}+a_{1}x+\cdots +a_{n}x^{n}=\sum _{k=0}^{n}a_{k}x^{k}}。
它的导函数是：
{\displaystyle f_{P}'(x)=a_{1}+2a_{2}x+\cdots +na_{n}x^{n-1}=\sum _{k=1}^{n}ka_{k}x^{k-1}}。
它的原函数（族）是：
{\displaystyle \int f_{P}(x)\;\mathrm {d} x=C+a_{0}x+{\frac {1}{2}}a_{1}x^{2}+\cdots +{\frac {1}{n+1}}a_{n}x^{n+1}=C+\sum _{k=0}^{n}{\frac {1}{k+1}}a_{k}x^{k+1}}。
这个定义可以类比到多项式本身，令多项式中也定义导数的概念。多项式{\displaystyle P=a_{0}+a_{1}X+\cdots +a_{n}X^{n}}的导数多项式是：
{\displaystyle \mathrm {D} (P)=a_{1}+2a_{2}X+\cdots +na_{n}X^{n-1}=\sum _{k=1}^{n}ka_{k}X^{k-1}}。
它的积分多项式则是：
{\displaystyle \mathrm {I} (P)=a_{0}X+{\frac {1}{2}}a_{1}X^{2}+\cdots +{\frac {1}{n+1}}a_{n}X^{n+1}=\sum _{k=0}^{n}{\frac {1}{k+1}}a_{k}X^{k+1}}。
一个{\displaystyle n}次多项式（{\displaystyle n}大于等于{\displaystyle 1}）的导数多项式是一个{\displaystyle n-1}次多项式。常数多项式的导数多项式是零多项式。它的积分多项式则是一个{\displaystyle n+1}次多项式。{\displaystyle \mathrm {D} }和{\displaystyle \mathrm {I} }分别称为多项式的微分算子和积分算子。

## 任意環上的多項式
多項式可以推廣到係數在任意一個環的情形，請參閱條目多項式環。